# Living With a Star

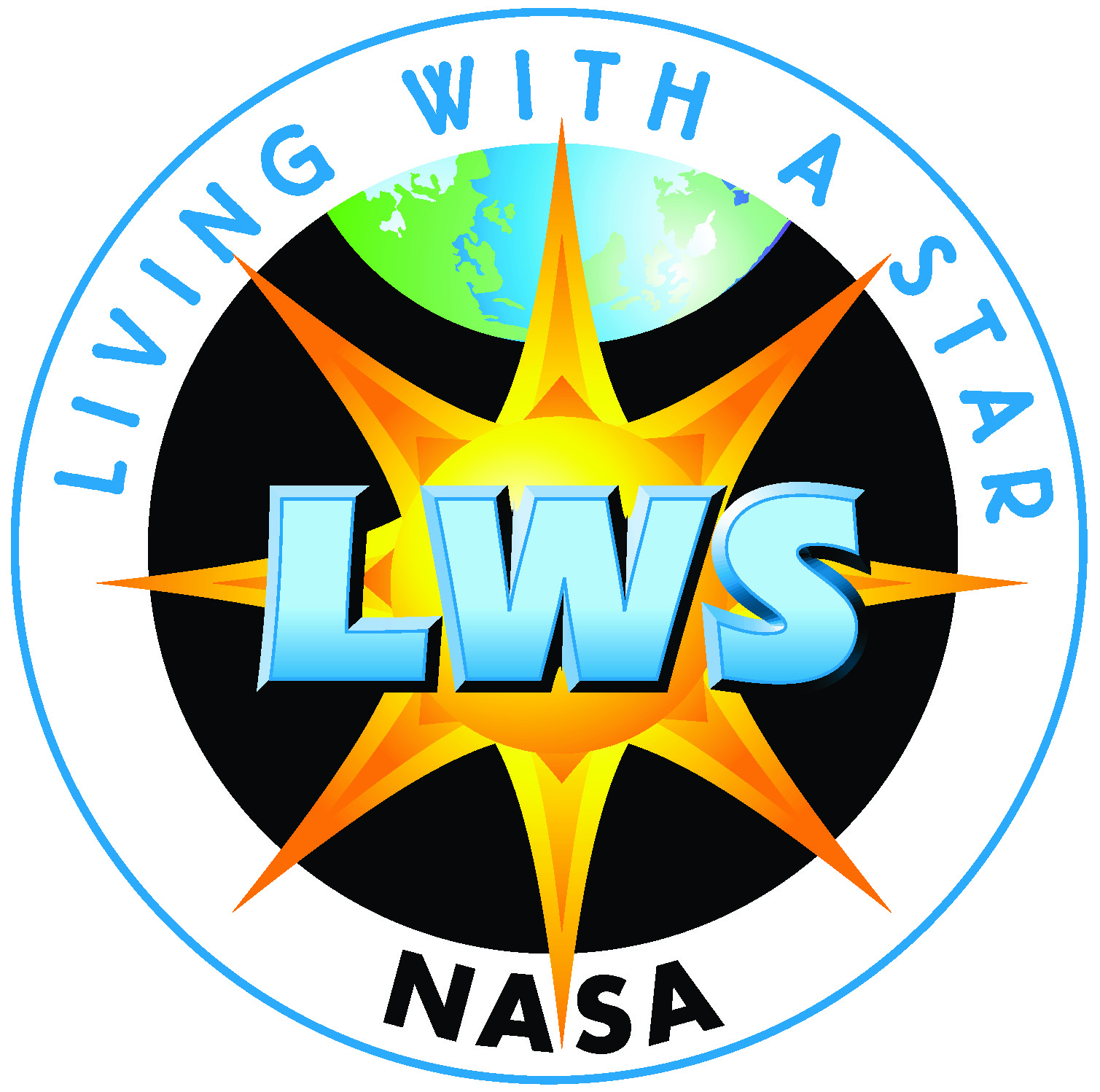
LWS Logo

Living With a Star (LWS) is een wetenschappelijk NASA-programma om die aspecten van het verbonden zon-aarde-systeem te bestuderen die rechtstreeks van invloed zijn op het leven en de samenleving. LWS is een transversaal initiatief met doelen en doelstellingen die relevant zijn voor NASA's Exploration Initiative, evenals voor NASA's Strategic Enterprises. Het programma wordt beheerd door de Heliophysics Science Division van NASA's Science Mission Directorate.
Living With a Star bestaat uit drie hoofdcomponenten: wetenschappelijk onderzoek vanuit de ruimte gericht op verschillende regio's van de zon, de interplanetaire ruimte; een toegepast wetenschappelijk pilot-programma waar protocollen en componenten voor onderzoek in de ruimte worden getest; en een gericht onderzoeks- en technologieprogramma. Grote ruimtevaartuigen zijn de Van Allen Probes, Solar Dynamics Observatory en de Parker Solar Probe.